# Zugverkehr unregelmäßig
Zugverkehr unregelmäßig là một bộ phim của Cộng hòa Dân chủ Đức được phát hành năm 1951.